# 3. Liga 2009-2010
3. Fußball-Liga 2009–10 este al 2-lea sezon din a treia ligă germană de fotbal.

## Stadioane
| Team                    | Location          | Venue                            | Capacity |
| ----------------------- | ----------------- | -------------------------------- | -------- |
| Bayern München II       | München           | Stadion an der Grünwalder Straße | 10,200   |
| Borussia Dortmund II    | Dortmund          | Rote Erde                        | 25,000   |
| Carl Zeiss Jena         | Jena              | Ernst-Abbe-Sportfeld             | 12.750   |
| Dynamo Dresden          | Dresden           | Rudolf-Harbig-Stadion            | 32.296   |
| Eintracht Braunschweig  | Braunschweig      | Eintracht-Stadion                | 23,500   |
| Erzgebirge Aue          | Aue               | Erzgebirgsstadion                | 16,397   |
| 1. FC Heidenheim 1846   | Heidenheim        | Gagfah-Arena                     | 10,000   |
| Holstein Kiel           | Kiel              | Holstein-Stadion                 | 11,386   |
| FC Ingolstadt 04        | Ingolstadt        | Tuja-Stadion                     | 11,418   |
| Jahn Regensburg         | Regensburg        | Jahnstadion                      | 12,000   |
| Kickers Offenbach       | Offenbach am Main | Bieberer Berg                    | 26,500   |
| VfL Osnabrück           | Osnabrück         | Osnatel-Arena                    | 16,125   |
| Rot-Weiß Erfurt         | Erfurt            | Steigerwaldstadion               | 17,500   |
| SV Sandhausen           | Sandhausen        | Hardtwald                        | 10,231   |
| VfB Stuttgart II        | Stuttgart         | Gazi-Stadion auf der Waldau      | 11,502   |
| SpVgg Unterhaching      | Unterhaching      | Generali Sportpark               | 15,053   |
| SV Wacker Burghausen    | Burghausen        | Wacker-Arena                     | 10,000   |
| SV Wehen Wiesbaden      | Wiesbaden         | BRITA-Arena                      | 13,144   |
| Werder Bremen II        | Bremen            | Weserstadion Platz 11            | 5,500    |
| Wuppertaler SV Borussia | Wuppertal         | Stadion am Zoo                   | 23,067   |

## Clasament

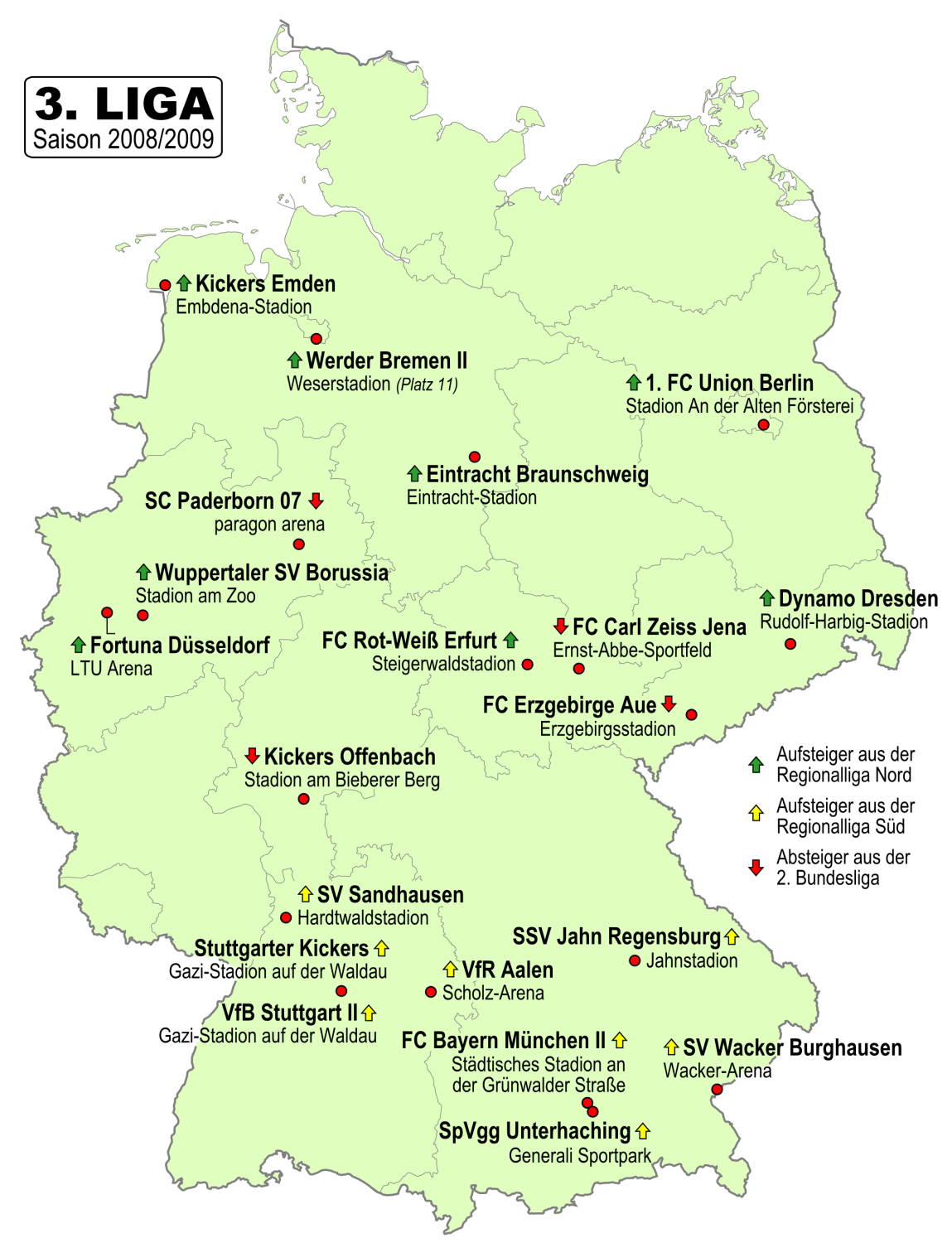
Original members, 2008-09

| Poz | Echipa                   | MJ | V  | E  | Î  | GM | GP | G   | Pct | Promovare sau retrogradare           |
| --- | ------------------------ | -- | -- | -- | -- | -- | -- | --- | --- | ------------------------------------ |
| 1   | Osnabrück (P)            | 38 | 20 | 9  | 9  | 55 | 37 | +18 | 69  | Promovare în 2. Bundesliga           |
| 2   | Erzgebirge Aue (P)       | 38 | 20 | 8  | 10 | 57 | 41 | +16 | 68  | Promovare în 2. Bundesliga           |
| 3   | Ingolstadt 04 (P)        | 38 | 18 | 10 | 10 | 72 | 46 | +26 | 64  | 2nd Bundesliga relegation playoff    |
| 4   | Eintracht Braunschweig   | 38 | 17 | 11 | 10 | 55 | 37 | +18 | 62  |                                      |
| 5   | Carl Zeiss Jena          | 38 | 16 | 12 | 10 | 54 | 44 | +10 | 60  |                                      |
| 6   | Heidenheim               | 38 | 17 | 8  | 13 | 66 | 56 | +10 | 59  |                                      |
| 7   | Offenbach                | 38 | 15 | 12 | 11 | 55 | 35 | +20 | 57  |                                      |
| 8   | Bayern II                | 38 | 15 | 9  | 14 | 55 | 65 | −10 | 54  |                                      |
| 9   | Erfurt                   | 38 | 14 | 11 | 13 | 41 | 41 | 0   | 53  |                                      |
| 10  | Stuttgart II             | 38 | 16 | 4  | 18 | 53 | 50 | +3  | 52  |                                      |
| 11  | Unterhaching             | 38 | 13 | 11 | 14 | 52 | 52 | 0   | 50  |                                      |
| 12  | Dynamo Dresden           | 38 | 14 | 8  | 16 | 39 | 46 | −7  | 50  |                                      |
| 13  | Werder Bremen II         | 38 | 13 | 8  | 17 | 49 | 54 | −5  | 47  |                                      |
| 14  | Sandhausen               | 38 | 11 | 14 | 13 | 54 | 63 | −9  | 47  |                                      |
| 15  | Wehen                    | 38 | 13 | 8  | 17 | 52 | 64 | −12 | 47  |                                      |
| 16  | Regensburg               | 38 | 11 | 13 | 14 | 43 | 48 | −5  | 46  |                                      |
| 17  | Burghausen               | 38 | 13 | 7  | 18 | 45 | 64 | −19 | 46  |                                      |
| 18  | Borussia Dortmund II (R) | 38 | 11 | 6  | 21 | 43 | 58 | −15 | 39  | Retrogradare în Fußball-Regionalliga |
| 19  | Kiel (R)                 | 38 | 9  | 11 | 18 | 43 | 61 | −18 | 38  | Retrogradare în Fußball-Regionalliga |
| 20  | Wuppertal (R)            | 38 | 10 | 8  | 20 | 40 | 61 | −21 | 38  | Retrogradare în Fußball-Regionalliga |

Sursa: kickerde
Reguli de clasare: 
1) puncte; 2) diferența de goluri; 3) goluri marcate.
Bayern München II, Borussia Dortmund II, Stuttgart II and Werder Bremen II as reserve teams from Bundesliga clubs are not eligible for promotion.
POZ = Poziția în clasament; (C) = Campioană; (R) = Retrogradată; (P) = Promovată; (E) = Eliminată; (O) = Câștigătoare de play-off; (A) = Avansează în runda următoare. 
Aplicabil doar când sezonul nu este terminat: 
(Q) = Calificare în faza competiției indicată; (TQ) = Calificare în competiție, dar încă nu în faza indicată; (RQ) = Calificată în competiția de retrogradare indicată; (DQ) = Descalificată din competiție.

## Golgheteri
22 goluri
- Régis Dorn (SV Sandhausen)

21 goluri
- Moritz Hartmann (FC Ingolstadt 04)

17 goluri
- Orlando (FC Carl Zeiss Jena)

15 goluri
- Dennis Kruppke (Eintracht Braunschweig)
- Andreas Spann (1. FC Heidenheim)

14 goluri
- Michael Holt (Holstein Kiel)
- Sven Schipplock (VfB Stuttgart II)
- Tobias Schweinsteiger (SpVgg Unterhaching)

13 goluri
- Carsten Kammlott (FC Rot-Weiß Erfurt)
- Deniz Yılmaz (FC Bayern München II)

Sursa: Kicker magazine de 